# Johann von Gischala
Johann(es) von Gischala (auch Johannes ben Levi oder Yohanan ben Levi, * unbekannt; † nach 70 wahrscheinlich in Rom) war ein Anführer während des jüdischen Aufstands gegen das Römische Reich, Oberhaupt der Zeloten, Rivale des Simon bar Giora und zeitweilig Gegenspieler des Flavius Josephus, in dessen Autobiographie alle Einzelheiten stehen, die wir über Johannes wissen.
Johannes organisierte den Widerstand gegen die Römer in Gischala in Galiläa, konnte aber vor der Einnahme der Stadt 67 n. Chr. nach Jerusalem fliehen. Er überlistete dabei den römischen Feldherrn Titus, den späteren Kaiser. Titus belagerte Gischala mit übermächtigen Truppen und forderte, um ein Blutvergießen zu vermeiden, die friedliche Übergabe der Stadt. Johannes stimmte im Namen der Einwohner dieser Forderung im Grundsatz zu, bat aber Titus darum, wegen des Sabbats, an dem den Juden militärische Aktionen ebenso wie Verhandlungen verboten seien, noch bis zum folgenden Tag zu warten. Titus gewährte den erbetenen Aufschub und zog sich im Vertrauen auf die Zusage in sein etliche Kilometer entfernt nordwestlich bei Kydyssa (Kadasa) gelegenes Lager zurück. Johannes benutzte die Abwesenheit der römischen Wachen in der Nacht vom Sabbat auf den Sonntag dazu, mit seinen Getreuen und deren Familien Gischala zu verlassen und nach Jerusalem zu fliehen. (Der jüdische Krieg 4, 2, 1-5)
In Jerusalem paktierte Johannes zunächst mit dem Hohepriester Hanan, wechselte später aber zu der rivalisierenden zelotischen Partei über und wurde Anführer einer der miteinander verfeindeten aufständischen Gruppen, die die Römer bis zuletzt bekämpften. Bei der Einnahme der Stadt durch Titus 70 n. Chr. wurde er von den Römern in seinem unterirdischen Versteck aufgestöbert und gefangen genommen. Er wurde zu lebenslanger Kerkerhaft verurteilt und nach Rom deportiert (De bello Iudaico 6, 9, 4). Nach Titus’ Triumphzug gibt es keine Nachrichten mehr über Johannes von Gischala.

## Schauspiel
- Max Jungmann: Jochanan von Giskala. Ein Schauspiel, Berlin : Horodisch & Marx, 1928